# Jean Vuarnet
Jean Vuarnet (Le Bardo, Tunis, 18 januari 1933 – Sallanches, 2 januari 2017) was een Franse alpineskiër.
Vuarnet behaalde zijn grootste zege bij zijn enige deelname op de Winterspelen (editie 1960), welke tevens als Wereldkampioenschappen alpineskiën golden. Op de afdaling werd hij olympisch kampioen en wereldkampioen. Twee jaar eerder had hij op Wereldkampioenschappen alpineskiën op dezelfde discipline de bronzen medaille veroverd.

## Kampioenschappen
| Jaar | Resultaat | Discipline | Kampioenschap                         |
| ---- | --------- | ---------- | ------------------------------------- |
| 1958 | Brons     | afdaling   | WK Bad Gastein (Oostenrijk)           |
| 1960 | Goud      | afdaling   | OS/WK Squaw Valley (Verenigde Staten) |

1948: Henri Oreiller ·
1952: Zeno Colò ·
1956: Toni Sailer ·
1960: Jean Vuarnet ·
1964: Egon Zimmermann ·
1968: Jean-Claude Killy ·
1972: Bernhard Russi ·
1976: Franz Klammer ·
1980: Leonhard Stock ·
1984: Bill Johnson ·
1988: Pirmin Zurbriggen ·
1992: Patrick Ortlieb ·
1994: Tommy Moe ·
1998: Jean-Luc Crétier ·
2002: Fritz Strobl ·
2006: Antoine Dénériaz ·
2010: Didier Défago ·
2014: Matthias Mayer ·
2018: Aksel Lund Svindal ·
2022: Beat Feuz
- Bibsys: 90787420
- Bibliothèque nationale de France: cb125293899 (data)
- Gemeinsame Normdatei: 106281283
- International Standard Name Identifier: 0000 0001 0911 7027
- Library of Congress Control Number: nr2003036773
- Bibliotheek van het Japanse parlement: 00459931
- Nationale Bibliotheek van Tsjechië: xx0096398
- Istituto Centrale per il Catalogo Unico: SBLV065469
- Système universitaire de documentation: 034549404
- Virtual International Authority File: 68876161
- WorldCat: E39PBJycTd6Bh9wrRT3TtWJ7HC